# 비절차어
비절차어(Nonprocedural language, NPL)는 1980년 애플 II와 MS-DOS를 대상으로 T.D. Truitt 등이 개발한 관계형 데이터베이스 언어였다. 답을 얻기 위한 절차를 명시하지 않고 바라는 결과를 직접 기술하여 답을 얻어내도록 하는 언어이다.